# Machimus pseudogonatistes
Machimus pseudogonatistes là một loài ruồi trong họ Asilidae. Machimus pseudogonatistes được Villeneuve miêu tả năm 1930. Loài này phân bố ở vùng Cổ Bắc giới.